# Suzhou River
Suzhou River ist ein Film von Lou Ye aus dem Jahr 2000 über eine tragische Liebesgeschichte, die in Shanghai spielt.
Der zweite Film des Drehbuchautors und Regisseurs Lou Ye spielt in den wüsten industriellen und sozialen Landschaften in den Randbezirken Shanghais. Der verschmutzte Suzhou-Fluss ist eines der zentralen Motive des Films.

## Handlung
Der Film wird aus der Perspektive eines Mannes erzählt, der fast ständig seine Videokamera bei sich hat und filmt. Er selbst tritt aber niemals in Erscheinung. Dieser erinnert sich an die ihm widerfahrene Geschichte und teilweise wird der Film mit seinen Aufnahmen dargestellt.
Die Geschichte erzählt von Mardar der sich als Motorrad-Kurier und Mitglied einer Bande Kleinkrimineller durchs Leben schlägt. Einer seiner Kunden als Kurier ist der Vater von Moudan, ein Geschäftsmann der Mardar bezahlt, damit er seine Tochter chauffiert. Mardar und Moudan freunden sich an und eine Liebe bahnt sich an, doch als Mardar im Auftrag seiner Bande Moudan entführt, um Lösegeld zu erpressen, versucht sie anschließend enttäuscht Selbstmord zu begehen, indem sie von einer Brücke in den Suzhou springt. Aber ihre Leiche wird nicht gefunden und daher meint Mardar später in Meimei, der Freundin des Erzählers, seine Moudan wiederzuerkennen. Meimei jedoch verneint Moudan zu sein, was Mardar nicht davon abhält, sie regelmäßig zu besuchen und ihr die Geschichte von Mardar und Moudan zu erzählen, von der sich auch Meimei fasziniert zeigt. Der Film schließt damit, dass der Erzähler und Meimei, da man ihre Adresse gefunden habe, zu einem Unfallort gerufen werden, an dem Mardar und die wahre Moudan verunglückt sind, kurz nachdem die beiden wieder zusammengefunden haben.

## Stil
Indem er seine Geschichte auf Zufallsbegegnungen und ineinander verschlungene Lebenswege aufbaut, nimmt Lou sichtbare Anleihen aus Wong Kar-Wais Chungking Express. Augenfällig sind auch die springenden Schnitte und die agile Handkameraführung von Wang Yu. Die Mischung aus beobachtendem Realismus und üppigem Romantizismus verdeutlicht die Szene, in der der Erzähler die Erklärung der einheimischen Menschen für das Verschwinden Moudans beschreibt, man sieht sie als Meerjungfrau, getaucht in goldfarbenes Licht, die Schwanzflosse ins trübe Flusswasser gesunken. Die Figur der Meerjungfrau, die nicht Bestandteil der chinesischen Überlieferung ist, ist typisch für den globalisierten Geist vieler seiner modernen chinesischen Zeitgenossen.